# Lee Soon-ok (volley-ball)
Pour les articles homonymes, voir Lee.
Lee Soon-ok (hangeul : 이순옥 ; hanja : 李順玉 ; RR : I Sun-ok ; MR : Ri Sun-ok), née le 28 septembre 1955, est une ancienne joueuse sud-coréenne de volley-ball.
Elle est médaillée de bronze aux Jeux de 1976.

## Carrière
Lee fait partie de l'équipe sud-coréenne qui remporte la médaille de bronze lors des Jeux olympiques de 1976.

## Palmarès
- Jeux olympiques
  -  1976 à Montréal.